# فیصل محمود
فیصل محمود (انگلیسی: Faisal Mahmud؛ زادهٔ ۱۶ ژانویهٔ ۱۹۸۳) بازیکن سابق و مربی فوتبال اهل بنگلادش است.
از باشگاه‌هایی که در آن بازی کرده است می‌توان به باشگاه ورزشی محمدان (داکا) اشاره کرد.
وی همچنین در تیم‌های ملی فوتبال زیر ۲۳ سال بنگلادش و بنگلادش بازی کرده است.